# Leptocereus assurgens
Leptocereus assurgens ist eine Pflanzenart in der Gattung Leptocereus aus der Familie der Kakteengewächse (Cactaceae). Das Artepitheton assurgens stammt aus dem Lateinischen, bedeutet ‚aufrecht werdend‘ und verweist auf die Wuchsform der Art.

## Beschreibung
Leptocereus assurgens wächst strauchig mit mehreren, niederliegenden bis kriechenden Triebe, die kürzer als 1 Meter bleiben. An ihrer Basis erreichen die Triebe manchmal einen Durchmesser von bis zu 6 Zentimeter, an der Spitze 1 bis 26 Zentimeter. Es sind vier bis neun nicht gekerbte Rippen vorhanden. Die nadeligen, gelblich weißen bis bräunlichen Dornen sind 2 bis 8 Zentimeter lang. Sie lassen sich in vier Mittel- und bis zu 16 Randdornen gliedern.
Die hellgelben Blüten erscheinen häufig in Gruppen und sind 2,5 bis 4 Zentimeter lang. Ihr Perikarpell und die Blütenröhre sind rötlich bedornt. Die Früchte sind dicht bedornt.

## Verbreitung, Systematik und Gefährdung
Leptocereus assurgens ist im Westen Kubas bei Pinar del Río auf Kalkfelsklippen verbreitet.
Die Erstbeschreibung als Cereus assurgens erfolgte 1866 durch August Grisebach. Nathaniel Lord Britton und Joseph Nelson Rose stellten die Art 1909 in die Gattung Leptocereus.
In der Roten Liste gefährdeter Arten der IUCN wird die Art als „Least Concern (LC)“, d. h. als nicht gefährdet geführt.

## Nachweise